# Raion de Daugavpils
El raion de Daugavpils (letó Daugavpils rajons) és un dels nous raions en els quals es dividia administrativament Letònia abans de la reforma territorial administrativa de l'any 2009. Estava situat al sud-est de Letònia amb 49,5 quilòmetres de frontera amb Belarús i 94,5 amb Lituània.